# جيري د. بيلي
جيري د. بيلي (بالإنجليزية: Jerry D. Bailey)‏ هو فارس أمريكي، ولد في 29 أغسطس 1957 في دالاس في الولايات المتحدة.

## وصلات خارجية
- جيري د. بيلي على موقع الموسوعة البريطانية (الإنجليزية)
- جيري د. بيلي على موقع إن إن دي بي (الإنجليزية)